# Campionato tahitiano di football americano 2015
Il Campionato tahitiano di football americano 2015 è stata la 7ª edizione del campionato di football americano di primo livello, organizzato dalla FTFA.

## Squadre partecipanti
| Club           | Città    | Stadio | Sponsor ufficiale | Risultato nella stagione 2014 |
| -------------- | -------- | ------ | ----------------- | ----------------------------- |
| A.S. Toa Oviri | Papeete  |        |                   |                               |
| Manu-Ura       | Paea     |        |                   |                               |
| Ono            | Punaauia |        |                   |                               |

## Stagione regolare

### Calendario

#### 1ª giornata
| Punaauia 28 marzo 2015, ore 17:45 | Ono | 8 – 30 | Manu-Ura | Stadio Punaruu |

#### 2ª giornata
| Papeete 11 aprile 2015, ore 19:00 | Ono | 0 – 28 | Toa Oviri | Stade Mission |

#### 3ª giornata
| Paea 9 maggio 2015 | Manu-Ura | 20 – 26 | Toa Oviri | Stadio Karl Coppenrath |

#### 4ª giornata
| Papeete 23 maggio 2015 | Toa Oviri | 22 – 14 | Ono | Stade Mission |

#### 5ª giornata
| Paea 30 maggio 2015, ore 15:00 | Manu-Ura | 42 – 24 | Ono | Stadio Karl Coppenrath |

#### 6ª giornata
| Papeete 14 maggio 2015, ore 18:00 | Toa Oviri | 20 – 32 | Manu-Ura | Stade Mission |

### Classifica
La classifica della regular season è la seguente:
- PCT = percentuale di vittorie, G = partite giocate, V = partite vinte,  P = partite perse, PF = punti fatti, PS = punti subiti

| Pos. | Squadra   | PCT  | G | V | N | P | PF  | PS  |
| ---- | --------- | ---- | - | - | - | - | --- | --- |
| 2    | Manu-Ura  | .750 | 4 | 3 | 0 | 1 | 124 | 78  |
| 3    | Toa Oviri | .750 | 4 | 3 | 0 | 1 | 96  | 66  |
| 1    | Ono       | .000 | 4 | 0 | 0 | 4 | 46  | 122 |

## VII Heiva Bowl
| Pirae 27 giugno 2015, ore 19:00 | Manu-Ura | 36 – 22 (28-0 8-22) referto | Toa Oviri | Stadio Fautaua (220 spett.) |

## Verdetti
- Manu-Ura Campioni di Tahiti 2015